# Open Door International
Open Door International e. V. (ODI) ist ein deutscher Verein mit Sitz in Köln, der seit 1983 interkulturelle Begegnungen organisiert und als gemeinnützig anerkannt ist.
Bundesweit unterstützen ca. 350 Ehrenamtliche und über 200 Vereinsmitglieder die Arbeit von ODI. Der Schwerpunkt des Vereins liegt auf Schüleraustausch-Programmen für Jugendliche aus und nach Deutschland sowie auf Freiwilligenarbeit für junge Erwachsene. Des Weiteren ist ODI als Entsendeorganisation für das Europäische Solidaritätskorps (ESK) und den entwicklungspolitischen Freiwilligendienst weltwärts anerkannt.

## Geschichte
ODI wurde 1983 unter dem Namen Nacel Open Door e. V. als unabhängiger und eigenständiger Partner von Nacel Open Door USA gegründet. Erste Vorstandsvorsitzende und Gründungsmitglied war Joyce Ann-Scheuch (gebürtige Dickinson), Ehefrau des Kölner Soziologen Erwin Scheuch. Seit 1988 ist ODI durch die besondere Förderung der Völkerverständigung und der Jugendfürsorge als gemeinnütziger Verein und später auch als Träger der freien Jugendhilfe anerkannt. 2008 wurde der Verein zu Open Door International e. V. umbenannt. 2018 feierte Open Door International e. V. sein 35-jähriges Jubiläum.

## Tätigkeit
Mit Austauschprogrammen setzt sich Open Door International e. V. für Völkerverständigung und interkulturelle Bildung ein. Besonderer Wert wird auf die intensive Vorbereitung, Begleitung und Nachbereitung der Austauscherfahrung gelegt. Der Verein fördert soziales Engagement und vergibt aus diesem Grund jährlich mehrere Voll- und Teilstipendien für Jugendliche. Darüber hinaus ist ODI Mitglied des Arbeitskreises gemeinnütziger Austauschorganisationen (AJA) und orientiert sich an den Qualitätskriterien im Jugendaustausch. Seit 2014 ist der Verein Unterzeichner der Initiative Transparente Zivilgesellschaft.
Open Door International e. V. ist seit 2018 außerdem von Quifd (Qualität in Freiwilligendiensten) zertifiziert.

## Kooperationspartner
Kooperationspartner sind u. a. das Bundesministerium für wirtschaftliche Zusammenarbeit und Entwicklung, die Botschaft der USA, der Deutsche Bundestag und die Kreuzberger Kinderstiftung.
ODI ist Mitglied des Arbeitskreises gemeinnütziger Jugendaustausch (AJA). Ziel dieses Dachverbands ist die Garantie und Verbesserung bewährter Qualitätsstandards für internationale Jugendaustauschprogramme durch Erfahrungsaustausch und enge Zusammenarbeit der sieben Mitgliederorganisationen.

## Programme
Open Door International e. V. organisiert weltweit Auslandsaufenthalte in verschiedenen Programmen:
- Schulbesuche im Ausland und Unterbringung bei einer Gastfamilie in: Argentinien, Australien, Chile, Costa Rica, Frankreich, Großbritannien, Irland, Italien, Kanada, Neuseeland, Spanien, Südafrika und den USA

- Individuelle Freiwilligenprogramme für eine Dauer von drei bis zwölf Wochen in über 30 Projekten weltweit.

- Seit 2013 ist ODI als Entsendeorganisation für das Europäische Solidaritätskorps (ESK) akkreditiert und ermöglicht jungen Europäerinnen und Europäern die Teilnahme an gemeinnützigen Projekten im europäischen Ausland für eine Dauer zwischen sechs und zwölf Monaten.

- ODI ist zudem Entsendeorganisation für den entwicklungspolitischen Freiwilligendienst weltwärts, der durch das Bundesministerium für wirtschaftliche Zusammenarbeit und Entwicklung (BMZ) gefördert wird. ODI bietet jungen Menschen die Möglichkeit, sich in den Programmländern Ecuador, Südafrika und Mexiko in vielfältigen Arbeitsbereichen freiwillig zu engagieren.

Gleichzeitig betreut der Verein ausländische Schülerinnen und Schüler in Deutschland, unter anderem als Aufnahmeorganisation im Rahmen des Parlamentarischen Patenschafts-Programms (PPP) im Auftrag des Deutschen Bundestages.